# Teologia dialèctica
Teologia dialèctica és la designació autoimposta per un grup de teòlegs protestants europeus, principalment alemanys i suïssos, a un moviment teològic que sol funcionar com a sinònim de la fase primerenca de la teologia de Karl Barth, tal com va ser exposada en el seu famós comentari en l'Epístola als Romans (primera edició 1919; segona edició 1922).
La teologia dialèctica s'aixeca contra el progressisme historicista i racionalista de la teologia liberal i afirma la impossibilitat d'una teologia humanista, cultural i acomodatícia als interessos coetanis. A partir de 1923, els punts de vista barthians van ser publicats pels principals propulsors de la nova direcció teològica —entre els quals caldria explicar, a part de Barth, a Emil Brunner, Rudolf Bultmann, Friedrich Gogarten, Eduard Thurneysen i Dietrich Bonhoeffer- en la revista Zwischen den Zeiten.
Una teologia típica de l'ínterim del període entre les dues guerres més grans del segle xx, la teologia dialèctica (també anomenada 'teologia de la crisi', 'neo-ortodòxia' i, més barthianament, 'teologia de la paraula de Déu') segueix sent, amb tot, bastant influent i font d'inspiració en els desenvolupaments subsegüents de la teologia protestant i també catòlica. Avui explica com una de les direccions teològiques més conspícues, i el seu influx es deixa sentir en diversos corrents teològics desenvolupats a Europa i Estats Units, punt com en la teologia de l'alliberament forjat a Amèrica Llatina.

## El concepte

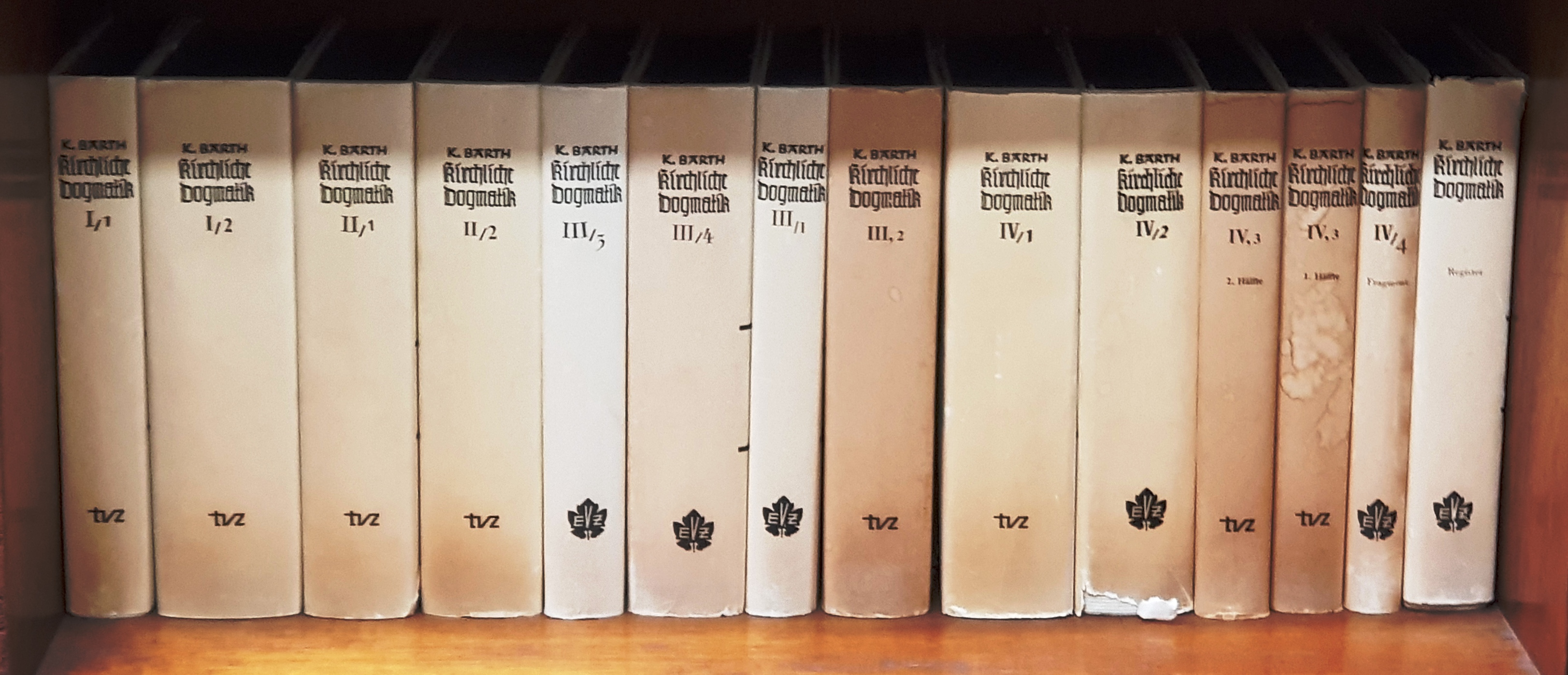

Si bé dialèctica és un concepte amb venerables arrels filosòfiques que s'enfonsen fins a la filosofia antiga i que ha trobat amb Hegel en temps moderns una nova formulació, l'epítet 'dialèctic' de la teologia dialèctica obeeix a la seva nova postulació per Karl Barth:
Tesi: Som teòlegs i, quan tals, hem de parlar de Déu.
Antítesi: Però som homes i, quan tals, no podem parlar de Déu.
Síntesi: Hem de fer ambdues coses, i nostre 'haver de' (Sollen) i el nostre 'no-poder' (Nicht-Können) han d'honrar a Déu.
Amb això, Barth es torna críticament contra el protestantisme cultural, que s'ocupava de preguntes relatives a la cultura, la moralitat, i a tots aquells aspectes en què el cristianisme ha fugit com a contribuent de la cultura. La teologia dialèctica, contràriament, afirma allò últim, transcendent, aquells 'assumptes escatològics' (escathologische Dinge) dels quals la vida humana hauria d'ocupar-se. L''escatològic' i l''últim' no fa referència aquí a l'escatologia tradicional, concebuda com una doctrina de les últimes coses esdevenidores temporalment, sinó que es tracta més d'un predicat qualitatiu que concerneix a la forma d'enfrontar la vida al moment present. Per això, sol traçar-se el vincle de la teologia dialèctica amb l'existencialisme filosòfic, sobretot pel reconegut gust barthià per Kierkegaard i Overbeck (l'amic de Nietzsche), i clarament per l'ús de suposicions preses de Ser i Temps de Heidegger per part de Bultmann. Aquest ús de la filosofia per part de Bultmann va marcar diferències àmplies amb Karl Barth i va donar motiu a un interessantíssim intercanvi epistolar. La tesi d'habilitació de Dietrich Bonhoeffer, Acte i Ésser (Akt und Sein, 1931), també mostra una marcada influència de Martin Heidegger.
En suma, el dialèctic de la teologia dialèctica, afirma, d'una banda, l'abisme que separa allò del que s'ocupa el saber teològic i els mitjans i possibilitats conceptuals humans i, per un altre, les dificultats d'expressar-se en un llenguatge apropiat respecte del revelat en la fe.

## El problema del llenguatge teològic
Però, com és possible si més no parlar d'allò que es defineix com el totalment un altre (ganz Andere)? És factible fer-ho solament mitjançant la revelació de Déu (Offenbarung Gottes). Encara que aquesta resposta sembli ortodoxa i tradicional, si no és que obertament premoderna, Barth insisteix que la forma de parlar en teologia deu també ser dialèctica, i això a diferència de la forma dogmàtica conservadora de fer-ho i de la forma crítica de la mística.
El camí dogmàtic és el de l'ortodòxia aferrada al supranaturalisme i a idees francament premodernes. El dogmatisme construeix veritats absolutes que, no obstant això, creï s'han de construir com a dogmes a partir de la inerrància bíblica. El camí de la crítica pertany a la mística, entesa com a interioritat subjetivista. El camí dialèctic, té per Barth la intenció d'intervenir entre la contraposició entre la negació i l'afirmació, entre la tesi i l'antítesi, de manera que sorgeixi la síntesi resultant. Però això no es deu a elucubracions filosòfiques de cap tipus —alienes a l'evangeli— sinó que es tracta d'una analogia presa de la doctrina de la justificació. De fet, la relació contraposada entre la negació i l'afirmació constitueix un paral·lelisme formal amb la doctrina luterana de l'home com sent, al mateix temps, 'justificat' i 'pecador' (simul iustus et peccator).
En concordança amb Barth, l'ésser humà no només es manté en aquesta tensió entre l'afirmació i la negació en el nivell de la redempció i del seu mateix ser (soteriològica i ònticament), sinó també en el del coneixement (noèticament).
La veritat sobre Déu (Wahrheit Gottes), de tal forma, roman en el mitjà (in der Mitte) i, segons una famosa frase de Barth, «més enllà de tot sí i de tot no» (jenseits von allem Ja und Nein).

## Exegesi bíblica i revelació
La dialèctica actua també en la comprensió que deu tenir-se de la Bíblia: per Barth, la paraula de Déu i els textos sagrats són idèntics i no-idèntics, són el mateix i no el mateix. Una suposició central de la teologia barthiana és que la paraula de Déu sempre esdevé in actu, en l'acció, en l'esdeveniment, i que no està donada per endavant en una forma objectivada. En la seva immensa obra sistemàtica, Kirchliche Dogmatik (cf. I/1, § 4), es refereix Barth a la paraula de Déu en tres sentits:

### La paraula revelada (dónes geoffenbarte Wort)
Es tracta de la revelació de Déu immediata, que ha estat transmesa pels profetes i els apòstols (els primers testimonis). La Bíblia constitueix, així, un mitjà d'aquest testimoniatge immediat dels profetes i els apòstols.

### La paraula escrita (dónes geschriebene Wort)
La forma concreta d'aquesta revelació és la Bíblia com el record de l'una vegada esdevingut, de la revelació immediata esdevinguda. Per Barth, no obstant això, la Bíblia mateixa no està lliure d'errors —Barth es manté fidel a la crítica bíblica—, sinó que es tracta només de la transmissió humana dels primers testimonis. La Bíblia és, per punt, «el mitjà concret pel qual l'Església recorda l'esdeveniment de la revelació de Déu» (KD I/1, p. 114).

### La paraula proclamada (dónes verkündigte Wort)
La paraula de Déu és paraula proclamada. El discurs humà sobre Déu és al mateix temps el propi discurs de Déu mateix. Déu ve a la paraula en el llenguatge. En venir a la paraula humana, roman lligat a les limitacions i errors del llenguatge humà.